# Andreas Toft Jørgensen
Andreas Toft Jørgensen (* 12. September 1994 in Haderslev, Dänemark) ist ein dänischer Dartspieler.

## Karriere
Andreas Toft Jørgensen nahm 2019 erstmals an der Nordic & Baltic Tour der PDC teil. 2021 spielte er die PDC Qualifying School, blieb jedoch ohne Tour Card. Er spielte die European Challenge Tour und konnte gegen Darius Labanauskas auf der Nordic & Baltic Tour ein Finale gewinnen. Als Vierter der Rangliste qualifizierte er sich für die Nordic Darts Masters 2021, das im Rahmen der World Series of Darts 2021 ausgetragen wurde. In der ersten Runde unterlag er Gary Anderson. Beim World Cup of Darts 2021 vertrat Toft Jørgensen mit Niels Heinsøe sein Heimatland, kam jedoch nicht über die erste Runde hinaus.
Toft Jørgensen war für die PDC Qualifying School im Januar 2022 gemeldet. Er qualifizierte sich dabei auch für die Final Stage, gewann letztendlich aber keine Tour Card.
2023 nahm er erneut an der Q-School teil und qualifizierte sich erneut für die Final Stage. Hier blieb Toft Jørgensen jedoch ohne Punktgewinn.
Ende September war Toft Jørgensen Teil des dänischen Teams beim WDF World Cup 2023. Im Einzel verlor er dabei sein erstes Spiel gegen Albert Scerri aus Malta. Im Doppel spielte Toft Jørgensen sich zusammen mit Benjamin Drue Reus bis unter die letzten 32, wo man gegen Wesley Plaisier und Berry van Peer unterlag. Das dänische Team schaffte es im Teamwettbewerb bis ins Viertelfinale, wo das Englische Team sich mit 9:3 durchsetzte.
2024 erreichte Toft Jørgensen auf der PDC Nordic & Baltic Tour zweimal das Achtelf- und einmal das Viertelfinale. Auch beim WDF Europe Cup 2024 nahm Toft Jørgensen für Dänemark teil. Im Einzel blieb er dabei ohne Sieg, gemeinsam mit Simon Bak zog er aber im Doppel bis ins Achtelfinale ein. Auch für das dänische Team ging es bis ins Halbfinale, wo man gegen Tschechien ausschied.
Bei der Q-School 2025 trat Toft Jørgensen in der First Stage an. Er gewann insgesamt vier Spiele, was aber nur für zwei Punkte und damit nicht fürs Weiterkommen in die Final Stage reichte.